# Cymothoe alexander
Cymothoe alexander är en fjärilsart som beskrevs av Suffert 1904. Cymothoe alexander ingår i släktet Cymothoe och familjen praktfjärilar. Inga underarter finns listade i Catalogue of Life.